# Nonciature apostolique aux États-Unis

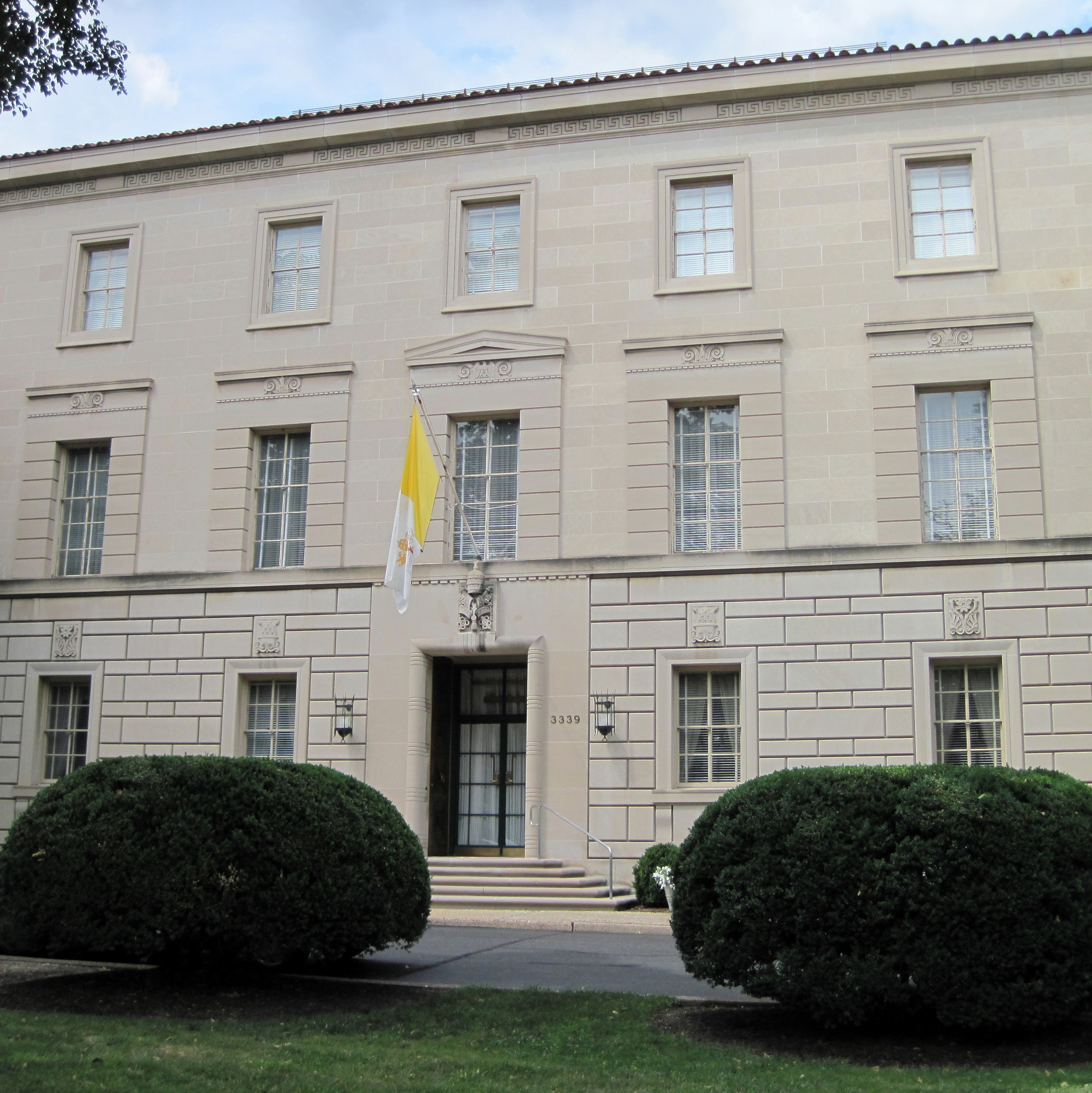
Façade de la nonciature à Washington.

La nonciature apostolique du Saint-Siège aux États-Unis est une mission diplomatique du Saint-Siège aux États-Unis. Elle est installée à Washington au 3339 Massachusetts Avenue (Northwest), dans le quartier des ambassades. Le nonce apostolique actuel est Christophe Pierre, né à Rennes (France) en 1946 et nommé à cette position par le pape François, le 12 avril 2016.
La nonciature apostolique aux États-Unis est un office ecclésiastique de l'Église catholique qui a rang d'ambassade. Le nonce sert à la fois d'ambassadeur du Saint-Siège auprès du président des États-Unis, et de délégué entre la hiérarchie catholique américaine et le pape. La charge de nonce apostolique confère le statut d'archevêque titulaire (in partibus). La nonciature aux États-Unis est considérée comme un poste de haute importance pour la diplomatie vaticane et il est donc confié à des diplomates d'expérience. Souvent les nonces aux États-Unis sont élevés par la suite au rang de cardinal pour occuper des positions élevées à la curie romaine.
Cette nonciature est aussi un centre administratif pour l'Église catholique aux États-Unis. La communication de la part de la Conférence des évêques catholiques des États-Unis et des diocèses du pays à l'adresse du Saint-Siège passe par la nonciature. Le nonce joue un rôle central aussi dans la nomination des évêques de tous les sièges épiscopaux du pays, et il est responsable de l'annonce publique de ces nominations.
L'édifice qui abrite les bureaux de la nonciature est également appelé la nonciature apostolique aux États-Unis. Il est exempt de la juridiction de l'archidiocèse de Washington (canon 366 1°).

## Histoire
L'établissement d'une nonciature aux États-Unis est fort tardive à cause de l'histoire du pays dont les premiers colons, en majorité dissidents protestants, se méfient du catholicisme et de la papauté en particulier. Une délégation apostolique aux États-Unis est toutefois érigée le 24 janvier 1893 avec ses bureaux à Washington, et dirigée par un délégué apostolique. C'est le résultat d'efforts de la part du Saint-Siège d'ouvrir un canal de communication entre le pape Léon XIII et le président des États-Unis (Benjamin Harrison). Cependant des relations formelles ne sont formellement établies que le 10 janvier 1984, ce qui est tardif par rapport à tous les autres pays du monde. La nonciature apostolique n'a pu s'établir à Washington que grâce à la volonté du président Ronald Reagan de tisser des tiens de bonnes relations avec le pape Jean-Paul II, alors qu'ils avaient certaines vues convergentes sur l'état du monde et sur la géopolitique.

## Personnel
Le personnel de la nonciature comprend l'observateur permanent de l'Organisation des États américains (OAS), étant donné que le siège de l'OAS se trouve à Washington.

## Délégué apostolique
Jusqu'en 1984, le Saint-Siège n'avait pas de liens officiels avec les États-Unis et sa mission était dirigée par un délégué apostolique, sans le rang d'ambassadeur. Les délégués apostoliques, à la différence des nonces apostoliques, n'exercent que des fonctions ecclésiastiques de supervision de la hiérarchie catholique du pays concerné, tandis que les nonces exercent en plus leur fonction diplomatique devant le gouvernement du pays où ils sont envoyés. 
1. Francesco Satolli, 14 janvier 1893 – 1896
2. Sebastiano Martinelli, OSA, 18 avril 1896 – 1902
3. Diomede Falconio, OFM, 30 septembre 1902 – 1911
4. Giovanni Bonzano, 2 février 1912 – 11 décembre 1922
5. Pietro Fumasoni Biondi, 14 décembre 1922 – 16 mars 1933
6. Amleto Giovanni Cicognani, 17 mars 1933 – 14 novembre 1959
7. Egidio Vagnozzi, 16 décembre 1959 – 13 janvier 1968
8. Luigi Raimondi, 30 juin 1967 – 21 mars 1973
9. Jean Jadot, 23 mai 1973 – 27 juin 1980
10. Pio Laghi, 10 décembre 1980 – 9 janvier 1984

## Pro-nonce apostolique
Le premier pro-nonce apostolique aux États-Unis est Pio Laghi, plus tard cardinal, lorsqu'il présenta ses lettres de créance en tant qu'ambassadeur du Saint-Siège en 1984, après que le Saint-Siège et les États-Unis eurent établi des liens diplomatiques. Son titre de pro-nonce lui est donné en attendant qu'il ait le rang de doyen du corps diplomatique (comme il est d'usage), mais le gouvernement américain ne l'acceptant pas son titre lui est quand même donné quatorze ans plus tard.
1. Pio Laghi, 26 mars 1984 – 6 avril 1990
2. Agostino Cacciavillan, 13 juin 1990 – 5 novembre 1998

## Nonce apostolique
En 1998, lorsque le président Clinton accepte les lettres de créance de Gabriel Montalvo Higuera en tant que troisième ambassadeur du Saint-Siège auprès des États-Unis, celui-ci prend toutefois le titre de nonce. L'Annuaire pontifical ajoute un astérisque à son nom (et à d'autres ambassadeurs dans le même cas depuis 1993) : « che (per ora) non sono Decani del Corpo Diplomatico » (ce qui signifie qui ne sont pas (pour le moment) doyens du corps diplomatique.)
1. Gabriel Montalvo Higuera, 7 décembre 1998 – 17 décembre 2005
2. Pietro Sambi, 17 décembre 2005 – 27 juillet 2011
3. Carlo Maria Viganò 19 octobre 2011 – 12 avril 2016
4. Christophe Pierre depuis le 12 avril 2016, également archevêque titulaire de Gunela (de)